# 3382 Cassidy
3382 Cassidy eller 1948 RD är en asteroid i huvudbältet som upptäcktes den 7 september 1948 av den amerikanske astronomen Henry L. Giclas vid Lowell-observatoriet. Den är uppkallad efter William A. Cassidy.
Asteroiden har en diameter på ungefär 6 kilometer och den tillhör asteroidgruppen Flora.